# الحكومة الثلاثية لسنة 1813

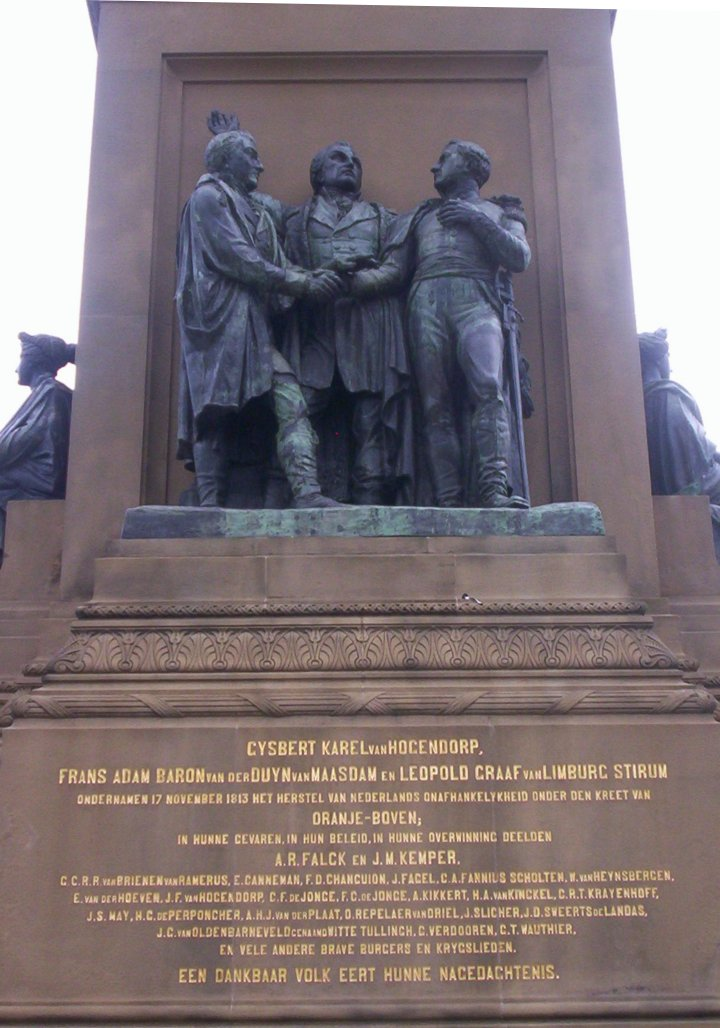
نصب تذكاري لرجال الحكومة الثلاثية وهم - غيسبيرت كاريل فان هوغيندورب وفرانس آدم فان دير دوين فان ماسدام وليوبولد كونت ليمبورغ ستيروم - القائم في بلين 1813 (ميدان 1813) في لاهاي

كانت الحكومة الثلاثية لسنة 1813 (بالهولندية: Dreiemanschap van 1813) الحكومة المؤقتة لهولندا بعد مغادرة تشارلز فرانسوا ليبرون والقوات الفرنسية البلاد. وكانت تتألف من غيسبيرت كاريل فان هوغيندورب وفرانس آدم فان دير دوين فان ماسدام وليوبولد كونت ليمبورغ ستيروم. 
أصدر الحكام الثلاثة إعلانهم في 20 نوفمبر 1813، حيث قاموا بدعوة الأمير فيليم فريدريك أمير أورانج ناساو، الذي كان وقتها طي النسيان، إلى لاهاي لمنع الفوضى أو احتمال ضم هولندا من قبل بروسيا أو إنجلترا.
وصل فيليم فريدريك إلى شيفينينغن (وهي أحد أحياء مدينة لاهاي) في 30 نوفمبر وقبل حكم "إمارة هولندا المتحدة " المنشأة حديثًا في 2 ديسمبر 1813.
تم حل الحكومة الثلاثية، بعد أن أكملت هدفها، في 6 ديسمبر.  وسيصبح فيليم فريدريك أول ملك لهولندا باسم فيليم الأول في عام 1815.